# Хобленко, Алексей Сергеевич
Алексе́й Серге́евич Хобле́нко (укр. Олексій Сергійович Хобленко; род. 4 апреля 1994, Екатеринбург) — украинский футболист, нападающий одесского «Черноморца».

## Клубная карьера
В ДЮФЛ выступал за «Электрон» (Ромны) и «Юность» (Чернигов). В 2009 году перешёл в академию киевского «Динамо». 30 июля 2011 года дебютировал за «Динамо-2» в матче с белоцерковским «Арсеналом» (0:2). За два сезона в составе второй команды «Динамо» сыграл 46 матчей.
Сезон 2013/14 провёл в аренде в клубе Первой лиги «Полтава», где был игроком основы. В июле 2014 года вернулся в «Динамо-2». После завершения чемпионата 2014/15 включён сайтом UA-Футбол в символическую сборную сезона.
Летом 2015 года вместе с группой других игроков «Динамо» перешёл в аренду в ужгородскую «Говерлу». В Премьер-лиге дебютировал 19 июля 2015 года в матче первого тура чемпионата против днепропетровского «Днепра» (1:1).
4 февраля 2016 года официально перешёл на правах аренды до конца сезона 2015/16 в одесский «Черноморец». 12 января 2018 года перешел в Лех (Познань, Польша) на условиях аренды у ФК «Черноморец». 3 июля 2018 года подписал контракт с ФК «Динамо» Брест, с которым стал чемпионом Белоруссии сезона 2019. В конце 2019 года футболист отказался продлевать контракт с клубом и покинул стан команды.
Новой командой Хобленко в итоге стал «Днепр-1», с которым он подписал контракт на срок в два с половиной года.
В июле 2021 год перешёл на правах годичной аренды в криворожский «Кривбасс».
В декабре 2021 года подписал полноценный контракт на 2,5 года с ФК «Кривбасс».

## Карьера в сборной
В течение 2009—2014 годов привлекался в состав юношеских сборных команд Украины разных возрастных категорий. С 2014 года выступает за молодёжную сборную Украины.

## Достижения
- Чемпион Белоруссии: 2019
- Обладатель Суперкубка Белоруссии: 2019